# Normalizáló állandó
A normalizáló állandó koncepciója a valószínűségszámítás és a matematika egyes területeiről származik.

## Meghatározás
A normalizáló állandó egy konstans, mellyel megszorozva egy sehol-sem-negatív függvény, annak görbe alatti területe 1 lesz. Más szavakkal a normalizáló konstans az egységnyi integrálértéket biztosítja. Például ezzel előállítható a sűrűségfüggvény, vagy a tömegfüggvény.

## Példák
Ha például definiáljuk a:
{\displaystyle p(x)=e^{-x^{2}/2},x\in (-\infty ,\infty )} függvényt, akkor kapjuk:
{\displaystyle \int _{-\infty }^{\infty }p(x)\,dx=\int _{-\infty }^{\infty }e^{-x^{2}/2}\,dx={\sqrt {2\pi \,}},}
Ha {\displaystyle \varphi (x)} függvényt a következőképpen definiáljuk:
{\displaystyle \varphi (x)={\frac {1}{\sqrt {2\pi \,}}}p(x)={\frac {1}{\sqrt {2\pi \,}}}e^{-x^{2}/2}}
akkor
{\displaystyle \int _{-\infty }^{\infty }\varphi (x)\,dx=\int _{-\infty }^{\infty }{\frac {1}{\sqrt {2\pi \,}}}e^{-x^{2}/2}\,dx=1}
{\displaystyle \varphi (x)} függvény a sűrűségfüggvény. Ez a standard normális eloszlás sűrűsége (a standard azt jelenti, hogy a középérték=0, a szórásnégyzet=1).
A {\displaystyle {\frac {1}{\sqrt {2\pi \,}}}} konstans a {\displaystyle p(x)} függvény normalizáló állandója.
Hasonlóképpen:
{\displaystyle \sum _{n=0}^{\infty }{\frac {\lambda ^{n}}{n!}}=e^{\lambda },}
és így:
{\displaystyle f(n)={\frac {\lambda ^{n}e^{-\lambda }}{n!}}}
a valószínűségi tömegfüggvény a nem negatív egészek tartományában. Ez a Poisson-eloszlás tömegfüggvénye λ várható értékkel. A Boltzmann-eloszlás parametrizált normalizáló állandója központi szerepet játszik a statisztikus mechanikában. Ebben a kontextusban normalizáló állandót partíció függvénynek hívják.

## Nem sztochasztikus folyamatokkal kapcsolatos felhasználás
Az Legendre-polinomok jellemezhetők ortogonalitással, tekintettel az egyenletes mérésre a [-1,1] intervallumban. Az a szorzótényező, mellyel 1 értékűvé válik a polinom, az a normalizáló állandó.
Ortonormális függvények is normalizálhatók:
{\displaystyle \langle f_{i},\,f_{j}\rangle =\,\delta _{i,j}}
tekintettel egy belső szorzatra: <f, g>.
Az 1/√2 konstans segítségével létrehozhatók hiperbolikus függvények ( hiperbolikus szinusz és a hiperbolikus koszinusz) a hiperbolikus háromszög oldalaiból.